# Lyprauta oberthuri
Lyprauta oberthuri is een muggensoort uit de familie van de Keroplatidae. De wetenschappelijke naam van de soort is voor het eerst geldig gepubliceerd in 1967 door Matile.